# De Verraders (televisieprogramma)
De Verraders is een Nederlands televisieprogramma dat op 13 maart 2021 voor het eerst werd uitgezonden op RTL 4. Het wordt geproduceerd door het mediabedrijf IDTV. De presentatie van het programma is in handen van Tijl Beckand. RTL bestelde al na de tweede aflevering een tweede seizoen van de show. Inmiddels telt het programma vijf seizoenen en is het format verkocht aan diverse landen.

## Achtergrond
Op 13 maart 2021 begon het programma op RTL 4 met het eerste seizoen. Dit seizoen telde 8 afleveringen. Op 5 december 2021 ging er een nieuw seizoen van start. Dit was alleen te zien op de streamingdienst Videoland en werd gepresenteerd door Art Rooijakkers. Dit seizoen telde 6 afleveringen. NPO start heeft bekendgemaakt dat het tweede reguliere seizoen vanaf 20 februari 2022 te zien zou zijn bij RTL 4, maar door het opschorten van The voice of Holland vanwege seksueel grensoverschrijdend gedrag werd dit verplaatst naar 1 april 2022. Het werd bovendien niet op zaterdagavond, maar op vrijdagavond uitgezonden. Ook het derde en vierde seizoen worden op de vrijdagavond uitgezonden.
Sinds 7 februari 2022 wordt dit programma ook uitgezonden in Vlaanderen. Het wordt daar in het najaar uitgezonden op VTM en gepresenteerd door Staf Coppens. Het eerste seizoen werd daar op maandagavond uitgezonden en tweede seizoen op de zondagavond. De Vlaamse versie wordt op dezelfde locaties (Kasteel Erenstein 2022 en Château de Béguin in 2023) opgenomen als de reguliere Nederlandse seizoenen. In de Vlaamse versie worden de getrouwen bondgenoten genoemd. In totaal is het format aan veertien landen verkocht: onder meer aan de Verenigde Staten en het Verenigd Koninkrijk.
Het programma won in april 2022 een International Format Award in de categorie Competition Reality Format. In 2022 won het programma de Gouden Roos voor beste realityprogramma.
Het derde televisieseizoen, waarvan de eerste aflevering op 3 maart 2023 was te zien, is in Frankrijk opgenomen. Het was de bedoeling dat er al eerder opnames in het buitenland zouden plaatsvinden - in Schotland, Frankrijk of Spanje - maar vanwege de coronapandemie die in 2020 uitbrak, werden de eerste twee seizoenen in Nederland opgenomen.
Het vierde seizoen, uitgezonden in 2024, was het eerste seizoen van het programma dat met onbekende Nederlanders als deelnemers werd gemaakt. Dit concept bleek echter minder goed aan te slaan dan het concept met bekende Nederlanders. Het zorgde voor veel lagere kijkcijfers. Kijkers vinden het programma kennelijk leuker met bekende Nederlanders, waardoor ze massaal afhaakten. Vanwege deze lagere kijkcijfers werd in mei besloten om weer terug te gaan naar het concept met Bekende Nederlanders.
Het vijfde reguliere seizoen wordt echter niet uitgezonden in februari, maart of april, maar in mei en juni. Het start op 9 mei 2025.
Sinds 2022 wordt in het najaar De Verraders Halloween uitgezonden op Videoland, deze special wordt gepresenteerd door Frank Evenblij. In 2024 wordt dit ook op RTL 4 uitgezonden, zodat ook kijkers zonder Videoland-abonnement deze special kunnen zien.

## Format
De deelnemers aan het spel volbrengen samen missies om zilverstaven te verdienen. Een paar van hen zijn de verraders, zij willen de zilverschat aan het eind van het spel niet delen en voor zichzelf houden. De verraders dienen ervoor te zorgen niet ontdekt te worden door de overige deelnemers, de getrouwen. Wie welke rol toebedeeld is, wordt voor de kijker direct aan het begin van het spel bekendgemaakt. De selectie hiervan is te zien in de eerste aflevering van een seizoen en vindt plaats aan de ronde tafel. Terwijl er niemand kijkt, tikt de presentator bij een paar deelnemers op de schouder. Deze mensen zijn de verraders, de rest zijn getrouwen. Deze selectie was in het vijfde seizoen echter andersom. In dat seizoen tikte Tijl bij iedereen behalve drie op de schouder en waren juist degenen die niet waren aangetikt de verraders. De verraders kennen elkaar, maar de getrouwen weten alleen hun eigen rol en dienen de rol van de andere deelnemers te achterhalen door samen te werken, op het gedrag van anderen te letten en opdrachten uit te voeren. De kijker ziet de rollen wel af en toe in beeld verschijnen onder de namen van de kandidaten.
Het spel gaat dag en nacht door. Iedere nacht komen de verraders in het geheim bij elkaar voor het conclaaf in het verraderstorentje. Hier bepalen zij welke getrouwe die nacht "vermoord" wordt. Deze deelnemer moet het spel verlaten. De andere deelnemers en de kijkers krijgen de volgende ochtend bij het ontbijt te zien wie er is "vermoord". Degene die is "vermoord" verschijnt namelijk niet aan de ontbijttafel. Hier wordt dit ook door de presentator meegedeeld aan de andere deelnemers. Hierbij krijgt de kijker de "moord" ook daadwerkelijk te zien.
Overdag spelen de deelnemers een missie, waarbij zowel de verraders als de getrouwen zo veel mogelijk zilver proberen te verdienen. Bij de opdrachten zijn ook individuele troeven te verdienen, bijvoorbeeld een schild, dat een getrouwe beschermt tegen eliminatie door de verraders. 's Avonds aan de ronde tafel vindt de 'Raad' plaats, waarbij alle deelnemers aangeven welke mededeelnemer ze willen verbannen. Het is hierbij het doel van de getrouwen om een van de verraders te elimineren. Degene die verbannen wordt, dient zijn/haar rol (verrader of getrouwe) aan de andere deelnemers bekend te maken. Zo komen zij te weten of ze een juiste keuze hebben gemaakt. De kijkers thuis zien echter direct of ze een goede keuze maken, aangezien zij al weten wie de verraders zijn.
Indien er vrij vroeg in het seizoen een verrader wordt verbannen, kunnen de overige verraders ervoor kiezen een getrouwe te "verleiden". Deze getrouwe krijgt dan een aanbod om zich bij hen aan te sluiten. Indien hij/zij dit aanbod accepteert, wordt hij/zij een nieuwe verrader. In dat geval wordt er die nacht niemand "vermoord". Dit is verplicht als er nog maar één verrader over is, dan wordt een getrouwe "gechanteerd". Ze kunnen er ook voor kiezen om alsnog iemand te "vermoorden", waardoor ze met minder overblijven. In de laatste aflevering moeten de overgebleven deelnemers bepalen hoe ze het gewonnen zilver zullen verdelen.

### Finale
Tijdens de finale spelen de overgebleven deelnemers kleinere spellen in plaats van een missie. Met deze spellen kunnen ze de helft van de eerder verdiende zilverstaven verdubbelen. Voordat deze spellen starten, moeten ze de beschikbare zilverstaven verdelen over de spellen. Als ze het spel volbrengen, wordt de inzet verdubbeld. Als ze het spel niet halen, verliezen ze de ingezette zilverstaven. Na deze spellen vindt de 'Raad' plaats, waarin zoals in alle afleveringen iemand wordt verbannen.
Hierna vindt het slotspel tussen de deelnemers plaats: dit lijkt erg op het spel Split or Steal. De deelnemers schrijven op een briefje Trouw of Verraad. Als alle deelnemers Trouw opschrijven, hebben zij gewonnen en delen ze de zilverstaven. Als ieder iets anders opschrijft, wint degene die Verraad opschreef alle zilverstaven. Wanneer de deelnemers elkaar beiden willen verraden, wint de derde deelnemer, die afviel toen beslist werd wie het slotspel zouden spelen. Als diegene er niet is, gaat het prijzengeld verloren.
Vanaf het derde seizoen wordt echter geen slotspel meer gespeeld, maar bepaalt de uitslag van de laatste raad wie er met de zilverschat vandoor gaat, de getrouwen of de verraders. De getrouwen winnen als ze de laatste verrader weten te verbannen en mogen dan de zilverschat verdelen. Blijft er na de laatste raad echter een verrader over, dan krijgen de verraders de zilverschat.
Het format is te vergelijken met het televisieprogramma Wie is de Mol?, het computerspel Town of Salem en het kaartspel Weerwolven van Wakkerdam.

## Televisieseizoenen

### Seizoensoverzicht
| Seizoen       | Uitzenduren                | Aantal afleveringen | Start seizoen     | Start seizoen | Einde seizoen   | Einde seizoen | Gemiddelde kijkcijfers |
| Seizoen       | Uitzenduren                | Aantal afleveringen | Datum             | Kijkcijfers   | Datum           | Kijkcijfers   | Gemiddelde kijkcijfers |
| ------------- | -------------------------- | ------------------- | ----------------- | ------------- | --------------- | ------------- | ---------------------- |
| 1             | Zaterdag 21:30 – 23:00 uur | 8                   | 13 maart 2021     | 1.598.000     | 1 mei 2021      | 1.618.000     | 1.583.375              |
| 2             | Vrijdag 20:00 – 21:30 uur  | 9                   | 1 april 2022      | 1.155.000     | 27 mei 2022     | 1.202.000     | 1.069.778              |
| 3             | Vrijdag 20:00 – 21:30 uur  | 10                  | 3 maart 2023      | 1.028.000     | 5 mei 2023      | 1.069.000     | 1.043.300              |
| 4             | Vrijdag 20:00 – 21:30 uur  | 12                  | 16 februari 2024  | 1.216.000     | 3 mei 2024      | 895.000       | 946.853                |
| Halloween '24 | Zaterdag 20:00 – 21:30 uur | 6                   | 28 september 2024 | 1.180.000     | 2 november 2024 | 862.000       | 1.018.333              |
| 5             | Vrijdag 20:00 – 21:30 uur  | 9                   | 9 mei 2025        | 1.155.000     | 4 juli 2025     | 1.460.000     | 1.316.222              |

### Seizoen 1 (2021)

#### Deelnemers
| Plaats | Deelnemer                               | Rol      | 1         | 2         | 3         | 4         | 5         | 6         | 7         | 8         |
| ------ | --------------------------------------- | -------- | --------- | --------- | --------- | --------- | --------- | --------- | --------- | --------- |
| 1      | Chatilla van Grinsven (basketballer)    | Getrouwe |           |           |           |           |           |           |           | Gewonnen  |
| 1      | Samantha Steenwijk (zangeres)           | Verrader |           |           |           |           |           |           |           | Gewonnen  |
| 3      | Loiza Lamers (model)                    | Getrouwe |           |           |           |           |           |           |           | Finalist  |
| 4      | Francis van Broekhuizen (operazangeres) | Getrouwe |           |           |           |           |           |           |           | Verbannen |
| 5      | Loek Peters (acteur)                    | Getrouwe |           |           |           |           |           |           |           | Vermoord  |
| 6      | Holly Mae Brood (actrice/presentatrice) | Verrader |           |           |           |           |           |           | Verbannen |           |
| 7      | Barbara Sloesen (actrice)               | Getrouwe |           |           |           |           |           |           | Vermoord  |           |
| 8      | Kees Boot (acteur)                      | Verrader |           |           |           |           |           | Verbannen |           |           |
| 9      | Abbey Hoes (actrice)                    | Getrouwe |           |           |           |           |           | Vermoord  |           |           |
| 10     | Steven Kazàn (goochelaar/comedian)      | Getrouwe |           |           |           |           | Verbannen |           |           |           |
| 11     | Diederik Jekel (wetenschapsjournalist)  | Verrader |           |           |           | Verbannen |           |           |           |           |
| 12     | Kim Lammers (oud-hockeyster)            | Getrouwe |           |           |           | Vermoord  |           |           |           |           |
| 13     | Sinan Can (journalist)                  | Getrouwe |           |           | Verbannen |           |           |           |           |           |
| 14     | Jörgen Raymann (cabaretier/presentator) | Getrouwe |           |           | Vermoord  |           |           |           |           |           |
| 15     | Edson da Graça (presentator)            | Getrouwe |           | Verbannen |           |           |           |           |           |           |
| 16     | Gertjan Verbeek (voetbaltrainer)        | Getrouwe |           | Vermoord  |           |           |           |           |           |           |
| 17     | Daan Nieber (presentator)               | Getrouwe | Verbannen |           |           |           |           |           |           |           |
| 18     | Gaby Blaaser (actrice)                  | Getrouwe | Vermoord  |           |           |           |           |           |           |           |

#### Notities
1. ↑  Vanaf dit seizoen zijn ook de kijkcijfers van het uitgesteld kijken in de week na de aflevering verwerkt in de officiële kijkcijfers, terwijl de officiële kijkcijfers voorheen alleen op de kijkcijfers van de lineaire tv waren gebaseerd.
2. ↑  Samantha Steenwijk was de eerste vier afleveringen getrouwe. Na het vertrek van verrader Diederik Jekel kreeg zij van de overgebleven verraders het aanbod zich bij hen aan te sluiten. Dat aanbod accepteerde ze. Daarom werd die nacht geen getrouwe vermoord.

#### Locaties
De deelnemers verbleven in Kasteel Erenstein in de Zuid-Limburgse gemeente Kerkrade. Hier werden ook de opnames gemaakt voor de 'Raad' aan de 'Ronde Tafel', waar deelnemers konden worden verbannen door de andere deelnemers, en de nachtelijke bijeenkomsten van de verraders om te besluiten welke van de deelnemers er die nacht vermoord zou worden.

#### Kijkcijfers
| Afl.       | Datum         | Speelduur   | Rang | Kijkcijfers lineair | Kijkcijfers incl. uitgesteld kijken |
| ---------- | ------------- | ----------- | ---- | ------------------- | ----------------------------------- |
| 1          | 13 maart 2021 | Ca. 70 min. | 4    | 1.598.000           | 2.241.000                           |
| 2          | 20 maart 2021 | Ca. 70 min. | 3    | 1.464.000           | 2.106.000                           |
| 3          | 27 maart 2021 | Ca. 70 min. | 6    | 1.528.000           | 2.014.000                           |
| 4          | 3 april 2021  | Ca. 70 min. | 3    | 1.567.000           | 2.108.000                           |
| 5          | 10 april 2021 | Ca. 70 min. | 3    | 1.712.000           | 2.195.000                           |
| 6          | 17 april 2021 | Ca. 70 min. | 3    | 1.628.000           | 2.116.000                           |
| 7          | 24 april 2021 | Ca. 70 min. | 3    | 1.552.000           | 2.061.000                           |
| 8 (finale) | 1 mei 2021    | Ca. 80 min. | 3    | 1.618.000           | 2.096.000                           |

### Seizoen 2 (2022)
Op 1 april 2022 begon het tweede reguliere seizoen van De Verraders. Aan het begin waren er – net als in seizoen 1 – 18 deelnemers. Nieuw dit seizoen is de "Wapenkamer". Na elke missie mogen degenen die deze het beste deden hier naartoe. Deze deelnemers mogen één voor één een luikje openen. Achter een van de luikjes ligt een schild. Degene die dit luikje opent, mag het schild pakken en is de volgende nacht immuun voor moord door de verraders.
In aflevering 6 had Stefano Keizers een schild en stelde hij voor om hemzelf te vermoorden, waardoor er niemand uit het spel ging die nacht.
Dit seizoen slaagden de getrouwen erin om alle verraders te verbannen tijdens de raad. Stefano werd als laatste verrader verbannen tijdens de laatste raad voor de finale.

#### Deelnemers
| Plaats | Deelnemer                                       | Rol      | 1 | 2         | 3         | 4         | 5         | 6         | 7         | 8         | 9         |
| ------ | ----------------------------------------------- | -------- | - | --------- | --------- | --------- | --------- | --------- | --------- | --------- | --------- |
| 1      | Steven Brunswijk (cabaretier)                   | Getrouwe |   |           |           |           |           |           |           |           | Gewonnen  |
| 1      | Toine van Peperstraten (journalist/presentator) | Getrouwe |   |           |           |           |           |           |           |           | Gewonnen  |
| 1      | Dionne Slagter (youtuber)                       | Getrouwe |   |           |           |           |           |           |           |           | Gewonnen  |
| 4      | Stefano Keizers (cabaretier)                    | Verrader |   |           |           |           |           |           |           |           | Verbannen |
| 5      | Frank Evenblij (presentator)                    | Getrouwe |   |           |           |           |           |           |           |           | Vermoord  |
| 6      | Jamie Westland (drummer)                        | Verrader |   |           |           |           |           |           |           | Verbannen |           |
| 7      | Babette van Veen (actrice)                      | Getrouwe |   |           |           |           |           |           |           | Vermoord  |           |
| 8      | Ortál Vriend (actrice)                          | Verrader |   |           |           |           |           |           | Verbannen |           |           |
| 9      | Frank van der Lende (radio dj)                  | Getrouwe |   |           |           |           |           | Verbannen |           |           |           |
| 10     | Sylvia Geersen (model)                          | Getrouwe |   |           |           |           |           | Vermoord  |           |           |           |
| 11     | Irene Moors (presentatrice)                     | Getrouwe |   |           |           |           | Verbannen |           |           |           |           |
| 12     | Esmée van Kampen (actrice)                      | Getrouwe |   |           |           |           | Vermoord  |           |           |           |           |
| 13     | Robbie Kammeijer (nieuwslezer)                  | Getrouwe |   |           |           | Verbannen |           |           |           |           |           |
| 14     | Carolina Dijkhuizen (zangeres)                  | Getrouwe |   |           |           | Vermoord  |           |           |           |           |           |
| 15     | Aran Bade (verslaggever)                        | Getrouwe |   |           | Verbannen |           |           |           |           |           |           |
| 16     | Joep Sertons (acteur)                           | Getrouwe |   |           | Vermoord  |           |           |           |           |           |           |
| 17     | Stella Bergsma (schrijfster)                    | Getrouwe |   | Verbannen |           |           |           |           |           |           |           |
| 18     | Giel de Winter (youtuber)                       | Getrouwe |   | Vermoord  |           |           |           |           |           |           |           |

#### Locaties
Net als in seizoen 1 verbleven de deelnemers in Kasteel Erenstein in Kerkrade.

#### Kijkcijfers
| Afl.       | Datum         | Speelduur   | Rang | Kijkcijfers lineair | Kijkcijfers incl. uitgesteld kijken |
| ---------- | ------------- | ----------- | ---- | ------------------- | ----------------------------------- |
| 1          | 1 april 2022  | Ca. 70 min. | 5    | 1.155.000           | 1.590.000                           |
| 2          | 8 april 2022  | Ca. 70 min. | 6    | 1.013.000           | 1.521.000                           |
| 3          | 15 april 2022 | Ca. 70 min. | 3    | 1.034.000           | 1.433.000                           |
| 4          | 22 april 2022 | Ca. 70 min. | 5    | 1.009.000           | 1.391.000                           |
| 5          | 29 april 2022 | Ca. 70 min. | 6    | 976.000             | 1.408.000                           |
| 6          | 6 mei 2022    | Ca. 70 min. | 6    | 1.054.000           | 1.549.000                           |
| 7          | 13 mei 2022   | Ca. 70 min. | 4    | 1.100.000           | 1.572.000                           |
| 8          | 20 mei 2022   | Ca. 70 min. | 7    | 1.085.000           | 1.563.000                           |
| 9 (finale) | 27 mei 2022   | Ca. 70 min. | 3    | 1.202.000           | 1.585.000                           |

### Seizoen 3 (2023)
Het derde seizoen van De Verraders heeft twintig deelnemers. Voor het eerst verblijven ze in het buitenland, in het Château de Béguin in Lurcy-Lévis in Frankrijk.
Nieuw dit seizoen is dat de deelnemers in de wapenkamer ook een dolk kunnen bemachtigen, die ze vervolgens in kunnen zetten tijdens de stemming in de raadkamer. Hiermee telt hun stem dubbel. De dolk hoeft niet te worden ingezet, maar dat mag wel. Hij mag alleen niet bewaard worden voor een volgende ronde. De dolk was ook al onderdeel van het spel in de Halloween-editie van 2022.
Tijdens dit seizoen zijn de verraders vroegtijdig ontmaskerd. Aan het eind van aflevering 7, met 9 getrouwen en 1 verrader, is de regel toegevoegd dat er 1 getrouwe gechanteerd mag worden. Deze heeft dan geen keuze. Hierdoor is dit seizoen het seizoen met de meeste verraders, 5.

#### Deelnemers
| Plaats | Deelnemer                            | Rol      | 1 | 2         | 3         | 4         | 5         | 6         | 7         | 8         | 9         | 10        |
| ------ | ------------------------------------ | -------- | - | --------- | --------- | --------- | --------- | --------- | --------- | --------- | --------- | --------- |
| 1      | Chahid Charrak (influencer)          | Getrouwe |   |           |           |           |           |           |           |           |           | Gewonnen  |
| 1      | Billy Dans (artiest)                 | Getrouwe |   |           |           |           |           |           |           |           |           | Gewonnen  |
| 1      | Noor Omrani (hockeyster)             | Getrouwe |   |           |           |           |           |           |           |           |           | Gewonnen  |
| 4      | Jordy Huisman (artiest)              | Verrader |   |           |           |           |           |           |           |           |           | Verbannen |
| 5      | Sander Huisman (artiest)             | Verrader |   |           |           |           |           |           |           |           |           | Verbannen |
| 6      | Nathan Rutjes (ex-profvoetballer)    | Getrouwe |   |           |           |           |           |           |           |           |           | Vermoord  |
| 7      | Betty Glas (verslaggever RTL Nieuws) | Getrouwe |   |           |           |           |           |           |           |           | Verbannen |           |
| 8      | Pernille La Lau (presentatrice)      | Getrouwe |   |           |           |           |           |           |           |           | Vermoord  |           |
| 9      | Jessie Maya (youtuber)               | Getrouwe |   |           |           |           |           |           |           | Verbannen |           |           |
| 10     | Ferri Somogyi (acteur)               | Getrouwe |   |           |           |           |           |           |           | Vermoord  |           |           |
| 11     | Jan Slagter (directeur Omroep Max)   | Verrader |   |           |           |           |           |           | Verbannen |           |           |           |
| 12     | Selma Omari (youtuber)               | Getrouwe |   |           |           |           |           |           | Vermoord  |           |           |           |
| 13     | Katinka Simonse (kunstenares)        | Verrader |   |           |           |           |           | Verbannen |           |           |           |           |
| 14     | Maria Fiselier (operazangeres)       | Verrader |   |           |           |           | Verbannen |           |           |           |           |           |
| 15     | Thomas Cammaert (acteur)             | Getrouwe |   |           |           |           | Vermoord  |           |           |           |           |           |
| 16     | Noël van Kleef (actrice)             | Getrouwe |   |           |           | Verbannen |           |           |           |           |           |           |
| 17     | Herman den Blijker (chef-kok)        | Getrouwe |   |           |           | Vermoord  |           |           |           |           |           |           |
| 18     | Giorgio Hokstam (radio-dj)           | Getrouwe |   |           | Verbannen |           |           |           |           |           |           |           |
| 19     | Sunny Bergman (documentairemaker)    | Getrouwe |   |           | Vermoord  |           |           |           |           |           |           |           |
| 20     | Irene van de Laar (presentatrice)    | Getrouwe |   | Verbannen |           |           |           |           |           |           |           |           |

1. ↑   Doordat er 3 verraders vroegtijdig werden ontmaskerd, is er een regel toegevoegd dat er een getrouwe gechanteerd/gedwongen werd tot verraderschap. Sander koos Jordy.
2. ↑   Jan Slagter was de eerste vijf afleveringen getrouwe. Na het vertrek van verrader Maria Fiselier kreeg hij van de overgebleven verraders het aanbod zich bij hen aan te sluiten en dat aanbod accepteerde hij. Daarom werd die nacht geen getrouwe vermoord.

#### Kijkcijfers
| Afl. | Datum         | Speelduur   | Rang | Kijkcijfers lineair | Kijkcijfers incl. uitgesteld kijken |
| ---- | ------------- | ----------- | ---- | ------------------- | ----------------------------------- |
| 1    | 3 maart 2023  | Ca. 70 min. | 6    | 1.028.000           | 1.614.000                           |
| 2    | 10 maart 2023 | Ca. 70 min. | 7    | 1.067.000           | 1.435.000                           |
| 3    | 17 maart 2023 | Ca. 70 min. | 8    | 944.000             | 1.495.000                           |
| 4    | 24 maart 2023 | Ca. 70 min. | 9    | 963.000             | 1.530.000                           |
| 5    | 31 maart 2023 | Ca. 70 min. | 6    | 1.060.000           | 1.496.000                           |
| 6    | 7 april 2023  | Ca. 70 min. | 4    | 1.170.000           | 1.716.000                           |
| 7    | 14 april 2023 | Ca. 70 min. | 4    | 1.017.000           | 1.592.000                           |
| 8    | 21 april 2023 | Ca. 70 min. | 5    | 1.029.000           | 1.534.000                           |
| 9    | 28 april 2023 | Ca. 70 min. | 6    | 1.086.000           | 1.426.000                           |
| 10   | 5 mei 2023    | Ca. 70 min. | 5    | 1.069.000           | 1.488.000                           |

### Seizoen 4 (2024)
Op 16 februari 2024 begon het vierde seizoen van De Verraders. Dit seizoen had 22 deelnemers en was het eerste seizoen met onbekende deelnemers. De deelnemers verbleven net als in seizoen 3 in het Château de Béguin in Lurcy-Lévis in Frankrijk. Voor het eerst wist een verrader het seizoen te winnen in plaats van de getrouwen. Tristan wist als enige verrader tot het eind van het seizoen overeind te blijven en ging er met het zilver vandoor.

#### Deelnemers
| Plaats | Deelnemer                             | Rol      | 1 | 2         | 3         | 4         | 5         | 6         | 7         | 8         | 9         | 10        | 11        | 12        |
| ------ | ------------------------------------- | -------- | - | --------- | --------- | --------- | --------- | --------- | --------- | --------- | --------- | --------- | --------- | --------- |
| 1      | Tristan (eigenaar sportschool)        | Verrader |   |           |           |           |           |           |           |           |           |           |           | Gewonnen  |
| 2      | Bep (gepensioneerd manager welzijn)   | Getrouwe |   |           |           |           |           |           |           |           |           |           |           | Finalist  |
| 2      | Dave (jeugdhulpverlener)              | Getrouwe |   |           |           |           |           |           |           |           |           |           |           | Finalist  |
| 4      | Kim (personal trainer)                | Verrader |   |           |           |           |           |           |           |           |           |           |           | Verbannen |
| 5      | Jannie (kleurencoach)                 | Getrouwe |   |           |           |           |           |           |           |           |           |           |           | Verbannen |
| 6      | Mohamed (manager sales & marketing)   | Getrouwe |   |           |           |           |           |           |           |           |           |           | Verbannen |           |
| 7      | Robin (visual merchandiser)           | Getrouwe |   |           |           |           |           |           |           |           |           |           | Vermoord  |           |
| 8      | Kathelijn (lifestylecoach)            | Getrouwe |   |           |           |           |           |           |           |           |           | Verbannen |           |           |
| 9      | Alex (advocaat)                       | Getrouwe |   |           |           |           |           |           |           |           |           | Vermoord  |           |           |
| 10     | Ebru (rijksambtenaar)                 | Verrader |   |           |           |           |           |           |           |           | Verbannen |           |           |           |
| 11     | Tom (rechercheur)                     | Verrader |   |           |           |           |           |           |           | Verbannen |           |           |           |           |
| 12     | Lucinda (maatschappelijk werkster)    | Getrouwe |   |           |           |           |           |           | Verbannen |           |           |           |           |           |
| 13     | Amin (drag queen)                     | Getrouwe |   |           |           |           |           |           | Vermoord  |           |           |           |           |           |
| 14     | Ihsane (laborant)                     | Verrader |   |           |           |           |           | Verbannen |           |           |           |           |           |           |
| 15     | Claire (zelfstandig ondernemer)       | Getrouwe |   |           |           |           |           | Vermoord  |           |           |           |           |           |           |
| 16     | Vincent (Psycholoog)                  | Getrouwe |   |           |           |           | Verbannen |           |           |           |           |           |           |           |
| 17     | Jill (eigenaresse kledingwinkel)      | Getrouwe |   |           |           |           | Vermoord  |           |           |           |           |           |           |           |
| 18     | Jeremy (accountmanager)               | Getrouwe |   |           |           | Verbannen |           |           |           |           |           |           |           |           |
| 19     | Michel (eigenaar ijssalons)           | Getrouwe |   |           | Verbannen |           |           |           |           |           |           |           |           |           |
| 20     | Jan Roderick (financieel expert bank) | Getrouwe |   |           | Vermoord  |           |           |           |           |           |           |           |           |           |
| 21     | Nathan (commercieel directeur)        | Getrouwe |   | Verbannen |           |           |           |           |           |           |           |           |           |           |
| 22     | Julian (jeugdwerker)                  | Getrouwe |   | Vermoord  |           |           |           |           |           |           |           |           |           |           |

1. ↑   Tristan was de eerste negen afleveringen getrouwe. In aflevering 9 werd Tristan verrader door chantage.
2. ↑   Kim was de eerste acht afleveringen getrouwe. In aflevering 8 werd Kim een verrader door verleiding.

In de eerste aflevering moesten Mohamed, Jill, Bep en Alex tijdelijk het spel verlaten. Zij kwamen in aflevering 4 terug in het spel. Echter zou een van hen op korte termijn alsnog het spel moest verlaten, omdat hun namen op de dodenlijst stonden. Nadat Mohamed het schild wist te bemachtigen, ging het nog tussen Jill, Bep en Alex. Uiteindelijk werd Jill in de volgende aflevering vermoord.

#### Kijkcijfers
| Afl. | Datum            | Speelduur   | Rang | Kijkcijfers |
| ---- | ---------------- | ----------- | ---- | ----------- |
| 1    | 16 februari 2024 | Ca. 70 min. | 5    | 1.216.000   |
| 2    | 23 februari 2024 | Ca. 70 min. | 7    | 1.062.000   |
| 3    | 1 maart 2024     | Ca. 70 min. | 9    | 952.000     |
| 4    | 8 maart 2024     | Ca. 70 min. | 9    | 843.000     |
| 5    | 15 maart 2024    | Ca. 70 min. | 10   | 894.000     |
| 6    | 22 maart 2024    | Ca. 70 min. | 9    | 977.000     |
| 7    | 29 maart 2024    | Ca. 70 min. | 9    | 914.000     |
| 8    | 5 april 2024     | Ca. 70 min. | 9    | 955.000     |
| 9    | 12 april 2024    | Ca. 70 min. | 7    | 858.000     |
| 10   | 19 april 2024    | Ca. 70 min. | 8    | 913.000     |
| 11   | 26 april 2024    | Ca. 70 min. | 6    | 880.000     |
| 12   | 3 mei 2024       | Ca. 70 min. | 6    | 895.000     |

### De Verraders Halloween (2024)
In september 2024 werd een derde Halloween-seizoen aangekondigd, dit zou het eerste Halloween-seizoen zijn dat niet exclusief op Videoland verscheen maar ook door RTL 4 werd uitgezonden.

#### Deelnemers
| Plaats | Deelnemer                              | Rol      | 1 | 2         | 3         | 4         | 5         | 6         |
| ------ | -------------------------------------- | -------- | - | --------- | --------- | --------- | --------- | --------- |
| 1      | Niels Oosthoek (acteur)                | Verrader |   |           |           |           |           | Gewonnen  |
| 2      | Leslie Keijzer (schrijfster)           | Getrouwe |   |           |           |           |           | Finalist  |
| 3      | Remy Bonjasky (kickbokser)             | Getrouwe |   |           |           |           |           | Verbannen |
| 4      | Maik de Boer (stylist)                 | Getrouwe |   |           |           |           |           | Verbannen |
| 5      | Leontine Ruiters (presentatrice)       | Getrouwe |   |           |           |           |           | Vermoord  |
| 6      | Sander Lantinga (presentator)          | Verrader |   |           |           |           | Verbannen |           |
| 7      | Danny Froger (zanger)                  | Getrouwe |   |           |           |           | Vermoord  |           |
| 8      | Olcay Gulsen (programmamaker)          | Verrader |   |           |           | Verbannen |           |           |
| 9      | Marco Schuitmaker (zanger)             | Getrouwe |   |           |           | Vermoord  |           |           |
| 10     | Cherry-Ann Person (tv-persoonlijkheid) | Verrader |   |           | Verbannen |           |           |           |
| 11     | Georgina Verbaan (actrice)             | Getrouwe |   |           | Vermoord  |           |           |           |
| 12     | Nesim El Ahmadi (presentator)          | Getrouwe |   | Verbannen |           |           |           |           |
| 13     | Nienke Plas (influencer)               | Getrouwe |   | Vermoord  |           |           |           |           |

#### Kijkcijfers
| Afl. | Datum             | Speelduur   | Rang | Kijkcijfers |
| ---- | ----------------- | ----------- | ---- | ----------- |
| 1    | 28 september 2024 | Ca. 70 min. | 3    | 1.180.000   |
| 2    | 5 oktober 2024    | Ca. 70 min. | 3    | 1.098.000   |
| 3    | 12 oktober 2024   | Ca. 70 min. | 5    | 1.013.000   |
| 4    | 19 oktober 2024   | Ca. 70 min. | 5    | 989.000     |
| 5    | 26 oktober 2024   | Ca. 70 min. | 3    | 968.000     |
| 6    | 2 november 2024   | Ca. 70 min. | 8    | 862.000     |

### Seizoen 5 (2025)
In april 2025 werd een vijfde seizoen aangekondigd dat vanaf 9 mei 2025 te zien was bij RTL 4.In dit seizoen was er geen wapenkamer meer, maar waren de schilden en dolken te verdienen tijdens de missies. De afleveringen begonnen en eindigden dit seizoen, in tegenstelling tot voorgaande seizoenen, niet tijdens de nacht, maar bij de raad, waarbij iemand verbannen wordt. Het gevolg is dat de verbanningen en de moorden per aflevering zijn omgedraaid. Eerst werd bekendgemaakt wie er verbannen is en daarna wie er vermoord is.

#### Deelnemers
| Plaats | Deelnemer                               | Rol      | afl 1    | afl 2     | afl 3     | Afl 4     | Afl 5     | Afl 6     | Afl 7     | Afl 8     | Afl 9     |
| ------ | --------------------------------------- | -------- | -------- | --------- | --------- | --------- | --------- | --------- | --------- | --------- | --------- |
| 1      | Christiaan Bauer (zanger)               | Getrouwe |          |           |           |           |           |           |           |           | Gewonnen  |
| 1      | Julia Heetman (influencer)              | Getrouwe |          |           |           |           |           |           |           |           | Gewonnen  |
| 3      | Estelle Cruijff (tv-persoonlijkheid)    | Getrouwe |          |           |           |           |           |           |           |           | Verbannen |
| 4      | Dimeo van der Horst (basketballer)      | Verrader |          |           |           |           |           |           |           |           | Verbannen |
| 5      | Josylvio (rapper)                       | Verrader |          |           |           |           |           |           |           |           | Verbannen |
| 6      | Barry Paf (radio-dj)                    | Getrouwe |          |           |           |           |           |           |           | Verbannen |           |
| 7      | Churandy Martina (sprinter)             | Getrouwe |          |           |           |           |           |           |           | Vermoord  |           |
| 8      | Kim Feenstra (model)                    | Verrader |          |           |           |           |           |           | Verbannen |           |           |
| 9      | Shay Kreuger (presentatrice)            | Getrouwe |          |           |           |           |           | Verbannen |           |           |           |
| 10     | Annick Boer (cabaretière/actrice)       | Verrader |          |           |           |           | Verbannen |           |           |           |           |
| 11     | Jan van Halst (oud-voetballer)          | Getrouwe |          |           |           |           | Vermoord  |           |           |           |           |
| 12     | Duncan Tromp (influencer)               | Getrouwe |          |           |           | Verbannen |           |           |           |           |           |
| 13     | Omar Ahaddaf (acteur)                   | Getrouwe |          |           |           | Vermoord  |           |           |           |           |           |
| 14     | Frederik Brom (acteur)                  | Getrouwe |          |           | Verbannen |           |           |           |           |           |           |
| 15     | Sanne Vogel (actrice)                   | Getrouwe |          |           | Vermoord  |           |           |           |           |           |           |
| 16     | Vinchenzo Tahapary (zanger)             | Getrouwe |          |           | Verbannen |           |           |           |           |           |           |
| 17     | Lidewij Welten (hockeyster)             | Getrouwe |          | Vermoord  |           |           |           |           |           |           |           |
| 18     | Lale Gül (auteur)                       | Getrouwe |          | Verbannen |           |           |           |           |           |           |           |
| 19     | Eric de Munck (entertainmentdeskundige) | Getrouwe | Vermoord |           |           |           |           |           |           |           |           |

#### Kijkcijfers
| Afl. | Datum        | Speelduur   | Rang | Kijkcijfers |
| ---- | ------------ | ----------- | ---- | ----------- |
| 1    | 9 mei 2025   | Ca. 70 min. | 3    | 1.155.000   |
| 2    | 16 mei 2025  | Ca. 70 min. | 1    | 1.318.000   |
| 3    | 23 mei 2025  | Ca. 70 min. | 1    | 1.383.000   |
| 4    | 30 mei 2025  | Ca. 70 min. | 1    | 1.337.000   |
| 5    | 6 juni 2025  | Ca. 70 min. | 1    | 1.429.000   |
| 6    | 13 juni 2025 | Ca. 70 min. | 1    | 1.186.000   |
| 7    | 20 juni 2025 | Ca. 70 min. | 1    | 1.240.000   |
| 8    | 27 juni 2025 | Ca. 70 min. | 1    | 1.338.000   |
| 9    | 4 juli 2025  | Ca. 70 min. | 1    | 1.460.000   |

## Videoland
Op 5 december 2021 kwam streamingdienst Videoland met een exclusief seizoen voor mensen die een abonnement op Videoland hebben. Het telde 6 afleveringen en werd gepresenteerd door Art Rooijakkers. Waar het televisieseizoen achttien deelnemers telde, telde deze Videoland-special er twaalf. Sinds 2022 verschijnt in de maand oktober jaarlijks De Verraders Halloween, exclusief op Videoland: een seizoenspecial in het thema van Halloween. Deze seizoenen worden gepresenteerd door Frank Evenblij. Het tweede seizoen van De Verraders Halloween kreeg echter veel kritiek omdat de ene na de andere verrader werd verbannen door de getrouwen. Er werden zelfs alleen maar verraders verbannen. Hierdoor werd het seizoen erg voorspelbaar. Kijkers vonden dit het slechtste seizoen van "De Verraders" ooit

### Seizoen 1 (2021-2022)

#### Deelnemers
| Plaats | Deelnemer                          | Rol      | 1 | 2         | 3         | 4         | 5         | 6         |
| ------ | ---------------------------------- | -------- | - | --------- | --------- | --------- | --------- | --------- |
| 1      | Iliass Ojja (acteur)               | Verrader |   |           |           |           |           | Gewonnen  |
| 1      | Britt Scholte (actrice)            | Verrader |   |           |           |           |           | Gewonnen  |
| 3      | Romana van Baaijen (realityster)   | Getrouwe |   |           |           |           |           | Finalist  |
| 4      | Ellen Hoog (ex-hockeyster)         | Getrouwe |   |           |           |           |           | Verbannen |
| 5      | Jay Francis (stand-upcomedian)     | Getrouwe |   |           |           |           |           | Vermoord  |
| 6      | Henk Grol (ex-judoka)              | Getrouwe |   |           |           |           | Verbannen |           |
| 7      | Shelly Sterk (presentatrice)       | Getrouwe |   |           |           |           | Vermoord  |           |
| 8      | Thijs Zeeman (presentator)         | Verrader |   |           |           | Verbannen |           |           |
| 9      | Tim Senders (presentator)          | Getrouwe |   |           | Verbannen |           |           |           |
| 10     | Envy Peru (dragqueen)              | Getrouwe |   |           | Vermoord  |           |           |           |
| 11     | Bettina Holwerda (musical-actrice) | Getrouwe |   | Verbannen |           |           |           |           |
| 12     | Amara Onwuka (weervrouw)           | Getrouwe |   | Vermoord  |           |           |           |           |

1. ↑   Dimeo was de eerste vijf afleveringen getrouwe. In aflevering 6 werd Dimeo een verrader door verleiding.

#### Locaties
De deelnemers verbleven op landgoed De Havixhorst in De Schiphorst.

### De Verraders Halloween (2022)

#### Deelnemers
| Plaats | Deelnemer                            | Rol      | 1 | 2         | 3         | 4         | 5        | 6         |
| ------ | ------------------------------------ | -------- | - | --------- | --------- | --------- | -------- | --------- |
| 1      | Bastiaan Ragas (acteur)              | Getrouwe |   |           |           |           |          | Gewonnen  |
| 1      | Famke Louise (zangeres)              | Getrouwe |   |           |           |           |          | Gewonnen  |
| 1      | Bobbi Eden (presentatrice)           | Getrouwe |   |           |           |           |          | Gewonnen  |
| 4      | Soundos El Ahmadi (cabaretier)       | Verrader |   |           |           |           |          | Verbannen |
| 5      | Gwen van Poorten (presentatrice)     | Getrouwe |   |           |           |           |          | Verbannen |
| 6      | Hugo Kennis (tv-kok)                 | Verrader |   |           |           |           |          | Verbannen |
| 7      | Dennis Weening (presentator)         | Getrouwe |   |           |           |           | Vermoord |           |
| 8      | Ayoub Louihrani (boer)               | Getrouwe |   |           |           |           | Vermoord |           |
| 9      | Frits Wester (politiek verslaggever) | Verrader |   |           |           | Verbannen |          |           |
| 10     | Heleen van Royen (schrijfster)       | Getrouwe |   |           |           | Vermoord  |          |           |
| 11     | Airen Mylene (presentatrice)         | Getrouwe |   |           | Verbannen |           |          |           |
| 12     | Dave Roelvink (zanger)               | Verrader |   | Verbannen |           |           |          |           |
| 13     | Christina Curry (model)              | Getrouwe |   | Vermoord  |           |           |          |           |

1. ↑  Hugo Kennis was de eerste twee afleveringen getrouwe. Na het vertrek van verrader Dave Roelvink kreeg hij van de overgebleven verraders het aanbod zich bij hen aan te sluiten. Dat aanbod accepteerde hij. Daarom werd die nacht geen getrouwe vermoord.

#### Locaties
De deelnemers verbleven net als in het eerste Videolandseizoen op landgoed De Havixhorst in De Schiphorst.

### De Verraders Halloween (2023)

#### Deelnemers
| Plaats | Deelnemer                               | Rol      | Resultaat                 |
| ------ | --------------------------------------- | -------- | ------------------------- |
| 1      | Bente Fokkens (zangeres/actrice)        | Verrader | Gewonnen                  |
| 2      | Bokoesam (rapper)                       | Getrouwe | Verliezend finalist       |
| 2      | Pepijn Lanen (schrijver/rapper)         | Getrouwe | Verliezend finalist       |
| 4      | Rob Goossens (journalist)               | Getrouwe | Verbannen in aflevering 6 |
| 5      | Bertie Steur (boerin)                   | Getrouwe | Verbannen in aflevering 6 |
| 6      | Katja Schuurman (actrice/presentatrice) | Getrouwe | Vermoord in aflevering 6  |
| 7      | JayJay Boske (presentator)              | Verrader | Verbannen in aflevering 5 |
| 8      | Tim den Besten (presentator)            | Getrouwe | Vermoord in aflevering 5  |
| 9      | André Dongelmans (acteur)               | Verrader | Verbannen in aflevering 4 |
| 10     | Monica Geuze (influencer)               | Getrouwe | Vermoord in aflevering 4  |
| 11     | Eva Koreman (radio-dj)                  | Verrader | Verbannen in aflevering 3 |
| 12     | Guido Weijers (cabaretier)              | Verrader | Verbannen in aflevering 2 |
| 13     | Fajah Lourens (actrice)                 | Getrouwe | Vermoord in aflevering 2  |

1. ↑  Bente Fokkens was de eerste drie afleveringen getrouwe. Na het vertrek van verrader Eva Koreman werd zij door de overgebleven verrader, André Dongelmans, gechanteerd, en werd zodoende ook verrader.
2. ↑  JayJay Boske was de eerste vier afleveringen getrouwe. Na het vertrek van verrader André Dongelmans werd hij door de overgebleven verrader, Bente Fokkens, gechanteerd, en werd zodoende ook verrader.

## Muziek
De muziek die iedere aflevering te horen is voorafgaand aan de “Raad” is een fragment uit het nummer The Sound of Silence van de Amerikaanse band Chromatics, een cover van het origineel van Simon & Garfunkel. In aflevering vier van het eerste seizoen was op dat moment het nummer Sound of Silence van de Amerikaanse a-capellagroep Pentatonix te horen.